# Otakar Zadražil
Otakar Zadražil OESA (též jako Alfons Ottokar Zadražil, 29. prosince 1900, Břeclav - 23. března 1945, Praha) byl český římskokatolický duchovní, augustinián a mučedník.

## Život
Otakar Zadražil se narodil v Břeclavi a vyrůstal na jižní Moravě u hranic s Dolním Rakouskem. 
V mládí vstoupil do augustiniánského řádu v opatství svatého Tomáše v Brně a 5. července 1927 byl vysvěcen na kněze. 
Dne 26. března 1943 byl v Brně zatčen protektorátní vládou za podvratnou činnost a obviněn z homosexuality a o dva roky později popraven v pankrácké věznici.

## Připomenutí
Německá římskokatolická církev zařadila Alfonse Ottokara Zadražila jako mučedníka z doby národního socialismu do německé martyrologie 20. století.